# Worker (файловий менеджер)
Worker — файловий менеджер для Linux та інших UNIX-подібних операційних систем. Написаний на С++ з використанням лише стандартної X11-бібліотеки xlib та бібліотеки avfs для роботи з VFS, що використовується при роботі з архівами і доступом по ftp.
В порівнянні з іншими файловими менеджерами, worker відрізняється високою швидкістю роботи і невибагливістю до ресурсів. Worker підтримує створення вкладок (табів), роботу з архівами, можливість прямого звернення до ftp - сайтів, UTF8, створення закладок, історію відвідувань і швидкий доступ, монтування пристроїв, мітки для файлів і груп файлів, колірне виділення груп файлів, пошук файлів і по вмісту файлів, гнучку прив'язку команд до гарячих клавіш. Управління файловим менеджером здійснюється через налаштоване контекстне меню і за допомогою численних кнопок (налаштованих), розташованих в нижній частині робочого вікна програми. Кожна кнопка викликає окрему функцію, можливе призначення різних функцій для правої і лівої кнопки миші для кожної кнопки, для кожної з яких можливо завдання гарячої клавіші. Як функцій можуть виступати як вбудовані інструменти Worker, так і будь-які зовнішні програми. Будь-яка стороння програма легко інтегрується за допомогою кнопок або гарячих клавіш. Можливе створення груп кнопок, перемикання між якими здійснюється клацанням мишею по рядку статусу.
Worker повністю налаштовується через графічний інтерфейс, водночас зберігаючи можливість ручного налаштування за допомогою редагування конфігураційних файлів без необхідності перезапуску Worker. Worker визначає тип файлів або по їх вмісту або з розширення. Можливо завдання своїх масок вмісту файлів.
У Worker реалізована підтримка xft і libmagic. Програма перекладена багатьма мовами, в тому числі і на російську.